# Terhagenmolen (Gooik)

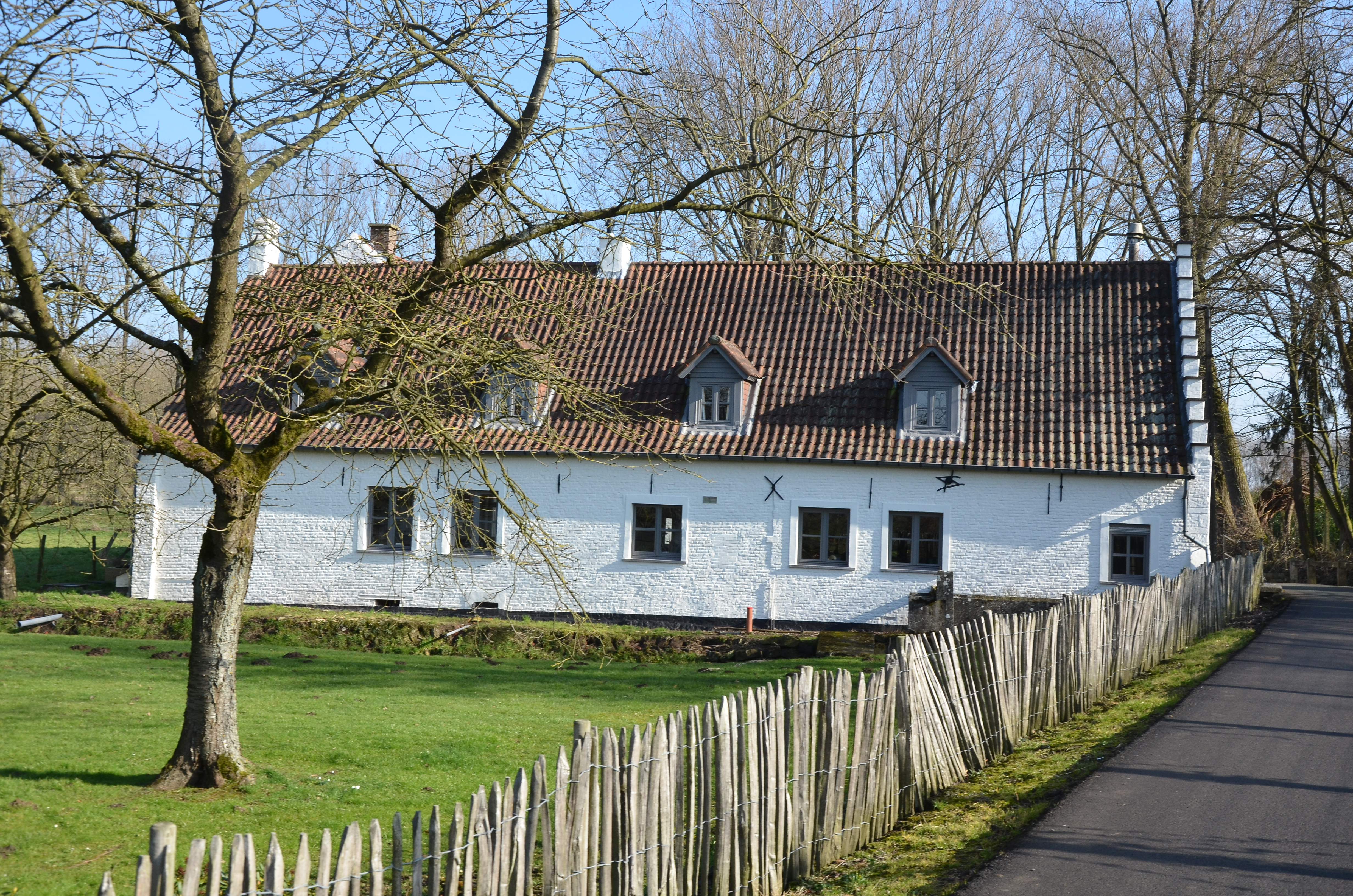
Terhagenmolen in Gooik

De Terhagenmolen is een oude watermolen gelegen in de gemeente Gooik aan de Papenmeersbeek. Door de naam "Meulenbeke" kan de aanwezigheid van een molen al gedateerd worden naar het jaar 1473. Een inscriptie op een steen is gedateerd op 1732. De molen was de enige watermolen op het grondgebied Gooik, aangezien Gooik zelf op de waterscheiding tussen de Denner en het Zennebekken is gelegen en de beekjes zodoende niet al te waterrijk zijn.
Tot 1954 was de molen nog actief maar in dat jaar werd het gebouw omgevormd tot woonhuis en werd het rad en het maalwerk weggehaald. Wel kan men nog steeds duidelijk de spaarvijver met sluiswerk waarnemen.
De Terhagenmolen is niet beschermd maar is wel sinds 2009 geklasseerd als bouwkundig erfgoed.
De molen is in privébezit en niet te bezichtigen.